# Ryan Bailie
Ryan Bailie (15 de julho de 1990) é um triatleta profissional australiano.

## Carreira

### Rio 2016
Ryan Bailie competiu na Rio 2016, ficando em 10º lugar com o tempo de 1:47.02.